# جيمس أ. بايبر
جيمس أ. بايبر (بالإنجليزية: James A. Piper)‏ هو فيزيائي أسترالي، ولد في 1949.